# Psychotria kaoensis
Psychotria kaoensis är en måreväxtart som beskrevs av Albert Charles Smith. Psychotria kaoensis ingår i släktet Psychotria och familjen måreväxter. Inga underarter finns listade i Catalogue of Life.